# Well of Shiuan
Well of Shiuan (cu sensul de Fântâna din Shiuan) este un roman științifico-fantastic (de fantezie științifică) din 1978 scris de C J Cherryh. Este a doua carte (după Gate of Ivrel) dintre cele patru cărți care compun Seria Morgaine, care relatează faptele prințesei Morgaine, o femeie obsedată de o misiune de cea mai mare importanță și ale însoțitorului ei războinic, Nhi Vanye i Chya, ajuns în slujba ei din întâmplare (în Gate of Ivrel).

## Context
Eroii călătoresc dintr-o lume în alta cu ajutorul Porții - o tehnologie care a fost odată descoperită (dar nu creată) și răspândită în tot Universul de către reprezentanții rasei Qujal. Porțile, capabile să transporte persoane în spațiu și timp, au cauzat distrugerea mai multor civilizații, inclusiv a rasei Qujal. Morgaine mânuiește o sabie magică (numită Changeling) care poate închide Porți, iar întreaga ei viață este dedicată unui singur lucru - distrugerea unei Porți, una după alta, într-o încercare disperată de a închide Porțile în toate lumile.
Romanul Well of Shiuan a fost identificat ca având loc în universul Alianță-Uniune, deoarece se afirmă că Morgaine a fost trimisă în misiunea ei de a distruge Porțile de către Biroul de Științe al Uniunii, dar nu are prea multe în comun cu alte lucrări din acest univers.

## Rezumat
Mija Jherun, o țărancă în vârstă de șaptesprezece ani, trăiește într-o lume neînduplecată copleșită de mare. Într-o zi, după ce a prădat un tumul, mormântul unui tânăr rege războinic, ea este urmărită de un călăreț în armură până în satul ei. El intră în casa săracă pe care o împarte cu familia ei, îi dă ceva să mănânce și întreabă dacă cineva a văzut o femeie palidă pe un cal gri. După respingerea unui atac al sătenilor, el pleacă spre Shiuan, o țară mai bogată condusă de khal, o altă rasă care este suficient de asemănătoare cu oamenii pentru a se încrucișa cu succes. 
Jherun, tânjind după un viitor mai puțin sumbru decât să se căsătorească cu ticălosul Fwar, aleargă după el. În loc să-l găsească, ea dă peste dușmanii săi muritori: vărul său, Nhi Vanye, și stăpâna lui Vanye, Morgaine, femeia palidă. 
Ei o informează că trupul lui Chya Roh a fost preluat de o creatură malefică care și-a prelungit viața de nenumărate ori prin acest mijloc. A trădat-o pe Morgaine și a trimis zece mii de oameni la pierzanie cu un secol înainte. Fugind de ea, a trecut printr-o Poartă din lumea lui Vanye către aceasta, închizând culoarul pentru totdeauna, dar nu suficient de repede pentru a-i împiedica pe Morgaine și Vanye să-l urmeze. 
Jherun știe de existența a două porți, pe care le numește fântâni. Noii veniți au ieșit dintr-una; cealaltă este în Shiuan. Misiunea lui Morgaine este să călătorească din lume în lume, pentru a le închide porțile definitiv, deoarece pot (și au făcut asta deja în trecut) să distrugă civilizații întregi atunci când puterea lor imensă este folosită greșit. Ea este ultima supraviețuitoare a unei trupe de o sută de oameni trimiși în acest scop  de către Biroul de Științe al Uniunii. Vanye este un războinic întâlnit din întâmplare, obligat să o asculte inițial datorită sentimentelor sale de onoare și mai târziu din alte motive. 
În timp ce călătoresc spre Shiuan, începe să plouă puternic. Sunt despărțiți atunci când Vanye este doborât de pe calul său de un copac dezrădăcinat purtat de apa care se umflă rapid. Îl găsește pe Jherun, dar nu și pe Morgaine. Știind că Morgaine va ajunge la Fântâna din Shiuan, se îndreaptă în aceea direcție, însoțit de Jherun. 
Pe drum, Jherun îl convinge să caute hrană și adăpost la fortăreața Ohtij-in, deținută de rasa mixtă khal. Aceasta se dovedește a fi o greșeală gravă, deoarece Roh era acolo. El îl tratează bine pe Vanye, susținând că Roh Vanye știa că încă coexistă cu „criminalul” său; Vanye este incert și nu-l ucide atunci când Roh îi dă ocazia în mod deliberat. 
Roh i-a promis rasei khal o ieșire din lumea lor pe moarte. Bătrânul lord, Bydarra, este sceptic, dar nemilosul său fiu Hetharu este mai receptiv. Își ucide propriul tată și dă vina pe Vanye. Își adună forțele și se îndreaptă spre Poartă împreună cu Roh. Vanye este lăsată în urmă, ca prizonier al fratelui lui Hetharu, Kithan, dar este salvat de Morgaine și de o armată pe care a recrutat-o din oamenii lui Jherun și vecinii lor din mlaștini. 
Cu toate acestea, când află ce intenționează Morgaine, se întorc împotriva ei, forțând-o să-i omoare pe mulți cu armele ei cu tehnologie avansată. Morgaine, Vanye, Jherun și Kithan fug călare, urmăriți pe jos de mulțime. 
Ei ajung în camera de control a Porții din Shiuan, doar pentru a descoperi că Roh a blocat comenzile. De asemenea, a lăsat un mesaj: îi va permite lui Vanye să treacă în siguranță, dar nu și Morgainei. Ea îi ordonă lui Vanye să meargă la Roh, să aștepte șansa să-l omoare și să-și continue misiunea. Știind că cei doi nu au nicio șansă împotriva armatei lui Roh, el se supune cu reticență, luându-i pe ceilalți doi cu el. Roh vede imediat șiretlicul, dar își acceptă totuși vărul. 
În timp ce se pregătesc să treacă prin Poartă, Morgaine atacă cu ajutorul oamenilor confuzi, cu care a încheiat o alianță nesigură. În panica creată, Vanye se luptă să ajungă spre ea și, împreună, își forțează calea prin Poartă, pentru a-și continua căutarea într-o altă lume. 
Restul, khal și oameni deopotrivă, îi urmează și îi salvează pe Jherun și Kithan. Apoi Poarta se închide. 

## Personaje
- Morgaine
- Nhi Vanye
- Chya Roh, o ființă străveche care trăiește luând corpurile altora
- Mija Jherun, o țărancă de șaptesprezece ani
- Bydarra, lordul din Ohtij-in, tatăl lui Hetharu și Kithan
- Hetharu, nou lider ambițios al rasei khal din Ohtij-in, în virtutea patricidului său
- Kithan, fratele lui Hetharu
- Fwar, liderul oamenilor

## Vezi și
- 1978 în științifico-fantastic